# Chubb損害保険
Chubb損害保険株式会社（チャブそんがいほけん、英: Chubb Insurance Japan）は、スイス・チューリッヒを拠点に世界54の国と地域で事業を展開する損害保険会社、チャブ・リミテッドの日本法人。

## 略歴
- 1920年（大正9年） - 前身となる保険会社(AFIA)が日本へ進出。
- 1996年（平成8年） - シグナ傷害火災保険株式会社が日本法人化。
- 1999年（平成11年） - エース・リミテッドがシグナ・コーポレーションの損害保険事業を買収。これに伴い「エース損害保険株式会社」へ社名を変更。
- 2016年（平成28年）10月1日 - エース・リミテッドがチャブ・コーポレーションと統合し「チャブ・リミテッド」になったこと（同年1月実施）に伴い、「Chubb損害保険株式会社」へ社名を変更。

## 商品
- まかせて安心医療保険